# 亚尔德伦德
亚尔德伦德是德国石勒苏益格－荷尔斯泰因州的一个市镇。总面积16.63平方公里，总人口324人，其中男性178人，女性146人（2011年12月31日），人口密度19人/平方公里。